# 埃及第二十四王朝
埃及第二十四王朝是古埃及在前8世紀時期的一個短暫王朝，歷時只有十餘年，定都於尼羅河三角洲西部的塞易斯，統治尼羅河三角洲一帶，最後被南方的第二十五王朝所滅。
第二十四王朝法老列表：
- 泰夫納克特（Tefnakhte）
- 波克霍利斯（Bocchoris），真名為贝肯雷内夫（Bakenranef）。

泰夫納克特促成了一个尼罗河三角洲上的小国的同盟，在这个同盟的支持下他试图征服上埃及。此举惹起了努比亚国王皮耶的注意。皮耶在一份记录中描写了他击败赛斯的泰夫納克特及其同盟者的过程。在皮耶的凯旋柱上一级在被定年为沙尚克五世统治36和38年时树立的两座石碑上泰夫納克特始终被称为“西方大酋长”。泰夫納克特是否正式使用过法老这个称呼不明。奥利维·佩迪（Olivier Perdu）最近指出，在努比亚时期的确有过一名泰夫納克特，但是他并非皮耶的大敌。佩迪发表了一份最近发现的、过去收藏在私人手中的石碑，这块石碑是尼科一世统治二年时立的，其风格等与沙尚克五世的石碑类似，这说明与皮耶作战的泰夫納克特实际上是一名泰夫納克特二世，是尼科一世的一名前任，是努比亚统治埃及时期塔哈尔卡统治时期的一个下埃及的小王，而不是第二十四王朝的泰夫納克特。
不过泰夫納克特的继任波克霍利斯的确占据了赛斯的王位并且使用了国王的称号。他的统治获得三角洲地区大多数地方（包括孟斐斯）的承认。一些他统治时期在萨拉皮雍神庙中树立的石碑幸存至今。后来第二十五王朝的第二位国王沙巴卡突然进攻赛斯时波克霍利斯被捕并被烧死，第二十四王朝由此突然中断。